# Duits-Samoa
Duits-Samoa (Duits: Deutsch-Samoa) was een protectoraat van Duitsland van 1900 tot 1914, bestaand uit de eilanden Upolu, Savai'i, Apolima en Manono, nu volledig binnen de onafhankelijke staat Samoa, voorheen West-Samoa. Samoa was de laatste Duitse koloniale overname in de Stille Oceaan, ontvangen naar aanleiding van de Tripartiteverdrag van Alliantie, ondertekend te Washington D.C. op 2 december 1899 met ratificaties uitgewisseld op 16 februari 1900. Het was de enige Duitse kolonie in de Stille Oceaan, naast de Kiautschou-concessie in China, die afzonderlijk van Duits-Nieuw-Guinea werd beheerd.
Gedurende de hele 19e eeuw werden delen van het Koninkrijk Samoa opgeëist door zowel het Verenigd Koninkrijk als door Duitsland en de Verenigde Staten. Toen koning Malietoa Laupepa in 1898 stierf werd hij opgevolgd door Malietoa Tooa Mataafa. De VS en het VK steunden echter Malietoa Tanu, de zoon van Laupepa. Amerikaanse en Britse schepen bombardeerden Apia op 15 maart 1899.
In de Samoa Tripartite Conventie werd besloten de eilandengroep te verdelen. Duitsland kreeg het westelijke deel toegewezen, het VK de Solomoneilanden en de VS Amerikaans-Samoa. De monarchie werd afgeschaft. Vanaf 1908 begonnen diverse groeperingen zich tegen de Duitse overheersing te keren.
Na het uitbreken van de Eerste Wereldoorlog, in augustus 1914, viel Nieuw-Zeeland Duits-Samoa binnen. Duitsland weigerde de eilanden op te geven, maar deze waren op geen enkele manier verdedigd. Nieuw-Zeeland bezette Duits-Samoa zonder één schot af te vuren.
Nieuw-Zeeland bleef de eilanden bezetten gedurende de rest van de Eerste Wereldoorlog. Na het Verdrag van Versailles kreeg het land een mandaat over de gebieden, en later een trustschap van de Verenigde Naties (zie Trustschap West-Samoa). Het land werd officieel onafhankelijk op 1 januari 1962, en was de eerste onafhankelijke Polynesische natie van de 20e eeuw.